# ماركوس باز
ماركوس باز (بالإسبانية: Marcos Paz)‏ هو سياسي أرجنتيني، ولد في 1813 في سان ميغيل دي توكومان في الأرجنتين، وتوفي في 2 يناير 1868 في بوينس آيرس في الأرجنتين بسبب كوليرا.

## مناصب
- انتخب Governor of Córdoba ‏.
- انتخب عضو مجلس الشيوخ الأرجنتيني عن دائرة توكومان (24 مايو 1862 – 11 أكتوبر 1862).
- انتخب عضو مجلس الشيوخ الأرجنتيني عن دائرة توكومان (9 أغسطس 1860 – 12 ديسمبر 1861).
- انتخب عضو مجلس الشيوخ الأرجنتيني عن دائرة توكومان (25 مايو 1855 – 30 أبريل 1857).
- انتخب عضو مجلس الشيوخ الأرجنتيني عن دائرة توكومان (17 أكتوبر 1854 – 25 مايو 1855).

## أعلام
- ليوناردو راموس